# Октобас
Октоба́с (іноді субконтрабас) — найбільший та найнижчий за тоном музичний інструмент серед струнно-смичкових, поєднує у собі риси інструментів сімейства скрипкових та сімейства віол. Октобаси завжди були рідкісними інструментами і ніколи не виготовялися массово, а тільки по спеціальних замовленнях. Тому історичні октобаси були різного розміру, могли дещо відрізнятися за будовою та технікою гри, і сама назва «октобас» є скоріше загальною назвою для усіх струнно-смичкових інструментів, що були більші та нижчі за тоном ніж контрабас.

## Опис
Історично існували октобаси різного розміру: від 2,5 до 5,5 метрів у висоту. На грифі розташовуються лади та натягуються три струни. Через великий розмір інструменту музикант має стояти на спеціальній підставці під час гри, а струни затискаються не пальцями, а за допомогою системи важелів. На найбільших октобасах грають удвох: одна людина водить смичком по струнах, а друга — затискає струни на грифі.

## Стрій
Октобас, що зберігається в музеї у Феніксі (Аризона), має три струни, які настроєні на до субконтроктави, соль субконтроктави і ре контроктави: C0 (16.4 Гц), G0 (24.5 Гц) і D1 (36.7 Гц).
Таким чином, найнижча нота відповідає межі діапазону слуху людини. Натомість октобас у Монреальському симфонічному оркестрі настроєний на ля субконтроктави (А0) і мі контроктави (E1) і сі контроктави H1